# Гусейнова, София Гасановна
София Гасан гызы Гусейнова (азерб. Sofa Həsən qızı Hüseynova; 17 февраля 1926, Баку, Азербайджанская ССР — 30 июля 2015, Баку, Азербайджан ) — советская азербайджанская театральная актриса, выступавшая на сцене Нахичеванского государственного драматического театра. Народная артистка Азербайджанской ССР (1982).

## Биография
Родилась в семье военного и актрисы. Её мать Хадиджа Газыева была первой актрисой Нахчыванского государственного драматического театра, в труппе которого сама актриса играла с 1944 г.
Среди постановок с её участием: «Вагиф», «Фархад и Ширин», «Айдын», «Комсомольская поэма», «Любовь и месть», «Аршин мал алан», «Мешади Ибад», «Хиджран», «Без вины виноватые», «Ханума» и другие.
Была супругой известного актёра, народного артиста Азербайджанской ССР Мелика Дадашева и матерью народных артистов Азербайджана Рафаэля Дадашева и народного артиста Ровшана Гусейнова (актёра Нахичеванского театра).

## Театральные работы
- Лариса — «Бесприданница», А. Н. Островский,
- Кручинина — «Без вины виноватые», А. Н. Островский,
- «Вагиф»,
- Гульнара — «Фархад и Ширин»,
- «Айдын»,
- Гюмей — «Комсомольская поэма», А. Коскун
- «Любовь и месть»,
- Диана — «Собака на сене», Лопе де Вега
- «Аршин мал алан»,
- «Мешади Ибад»,
- «Хиджран»,
- «Без вины виноватые»,
- Салма — «Мать», Г. Джавид,
- Ханума — «Ханума», А. Сагарели.

## Награды и звания
- Заслуженная артистка Азербайджанской ССР (1974)
- Народная артистка Азербайджанской ССР (1982)
- Орден «Слава» (1996)
- Золотая медаль «Театральный деятель»[азерб.] (2006, Союз театральных деятелей Азербайджана)[1]
- Почётная грамота Президиума Верховного Совета Азербайджанской ССР (1974)[2]
- Персональная стипендия Президента Азербайджанской Республики (2002)[3]